# 半家站
半家站（日语：／ Hage eki */?）是一位於日本高知縣四萬十市西土佐半家、隸屬於四國旅客鐵道（JR四國）的鐵路車站。車站編號為G33。於日語中本站屬於難讀站名。
「半家」一名，據說是生活在這裏的祖先，是平家落人，為免逃避源氏家族的人，因此將姓氏中的「平」改為「半」。而讀音亦有所改變，由正常的“Hēte”（へいけ）變為“Hante”（はんけ）再改成現時的“Hage”（はげ）。
現時車站仍有少量民居，是典型的小鄉村形地區，但由於位處山中且旁邊為國道381號，使用量並不算多。

## 車站結構

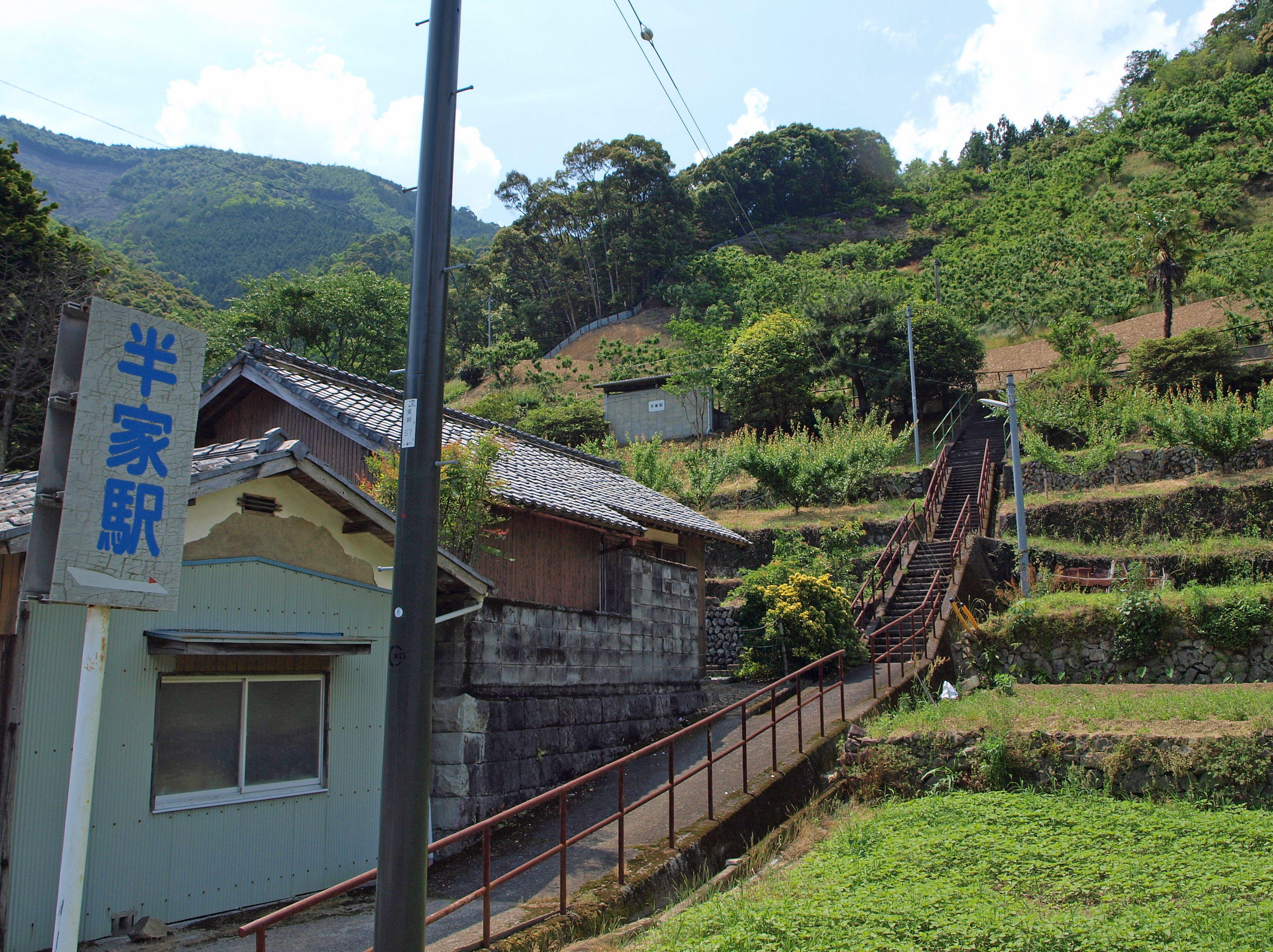
由路面前往車站月台，須走一段較長的路。

本站為簡易車站，並不設有站舍，再加上月台位處較高的山坡，由路面前往需經過較長的通道和樓梯前往。由出入口橫過國道對面，設有單車停泊場。另設有簡易洗手間，但是要從月台直行至向江川崎站方向的末端，再離開月台範圍才到達。
只設側式月台1個，列車不能在此站交換。月台上設置有蓋候車亭，有效長度達4輛，而向窪川站方向曾經加長過。當列車停靠時，往江川崎站方向為左側開門，往窪川站方向則為右側開門。

### 月台配置
| 路線    | 方向     | 目的地             |
| ------- | -------- | ------------------ |
| ■予土線 | （下行） | 江川崎、宇和島方向 |
| ■予土線 | （上行） | 窪川方向           |

## 歷史
- 1974年3月1日：路線伸延至若井站時開業。
- 1987年4月1日：日本國鐵分割民營化，車站的營運由JR四國繼承。

## 使用狀況
根據國土交通省「國土數值情報」，以下為1日平均上下車人次：
| 年度 | 1日平均 乘車人次 | 1日平均 乘車人次 |
| ---- | ---------------- | ---------------- |
| 2011 | 8                |                  |
| 2012 | 6                |                  |
| 2013 | 6                |                  |
| 2014 | 8                |                  |
| 2015 | 6                |                  |
| 2016 | 10               |                  |
| 2017 | 4                |                  |
| 2018 | 6                |                  |
| 2019 | 4                |                  |
| 2020 | 6                |                  |
| 2021 | 4                |                  |
| 2022 | 4                |                  |

## 相鄰車站
四國旅客鐵道
■予土線
十川（G32）－半家（G33）－江川崎（G34）

## 外部連結
- JR四國半家站 （页面存档备份，存于）